# Coppa del Mondo di combinata nordica 2008
La Coppa del Mondo di combinata nordica 2008, venticinquesima edizione della manifestazione organizzata dalla Federazione Internazionale Sci, ebbe inizio il 30 novembre 2007 a Kuusamo, in Finlandia, e si concluse il 9 marzo 2008 a Oslo, in Norvegia.
Furono disputate 20 delle 24 gare previste, in 12 diverse località: 7 individuali Gundersen, 10 sprint, 3 a partenza in linea (nessuna a squadre); 6 gare si svolsero su trampolino normale, 14 su trampolino lungo. Non venne più disputato il Warsteiner Grand Prix.
Il tedesco Ronny Ackermann si aggiudicò sia la coppa di cristallo, il trofeo assegnato al vincitore della classifica generale, sia la Coppa di sprint. Hannu Manninen era il detentore uscente della Coppa generale.

## Risultati
| Data             | Località            | Nazione   | Trampolino                  | Spec.        | Primo               | Secondo             | Terzo             |
| ---------------- | ------------------- | --------- | --------------------------- | ------------ | ------------------- | ------------------- | ----------------- |
| 30 novembre 2007 | Kuusamo             | Finlandia | Rukatunturi HS142           | IN LH/15 km  | Ronny Ackermann     | Johnny Spillane     | Christoph Bieler  |
| 1º dicembre 2007 | Kuusamo             | Finlandia | Rukatunturi HS142           | SP LH/7,5 km | Björn Kircheisen    | Hannu Manninen      | Bill Demong       |
| 8 dicembre 2007  | Trondheim           | Norvegia  | Granåsen HS131              | IN LH/15 km  | Bill Demong         | Björn Kircheisen    | Ronny Ackermann   |
| 9 dicembre 2007  | Trondheim           | Norvegia  | Granåsen HS131              | SP LH/7,5 km | Christoph Bieler    | Jason Lamy-Chappuis | Bernhard Gruber   |
| 15 dicembre 2007 | Ramsau am Dachstein | Austria   | W90-Mattensprunganlage HS98 | MS NH/10 km  | Björn Kircheisen    | Bernhard Gruber     | Petter Tande      |
| 16 dicembre 2007 | Ramsau am Dachstein | Austria   | W90-Mattensprunganlage HS98 | SP NH/7,5 km | Björn Kircheisen    | Ronny Ackermann     | Tino Edelmann     |
| 30 dicembre 2007 | Oberhof             | Germania  | Hans Renner HS140           | IN LH/15 km  | Magnus Moan         | Bill Demong         | Petter Tande      |
| 5 gennaio 2008   | Schonach            | Germania  | Langenwaldschanze HS96      | SP NH/7,5 km | Jason Lamy-Chappuis | Bill Demong         | Magnus Moan       |
| 6 gennaio 2008   | Schonach            | Germania  | Langenwaldschanze HS96      | IN NH/15 km  | Petter Tande        | Hannu Manninen      | Ronny Ackermann   |
| 12 gennaio 2008  | Val di Fiemme       | Italia    | Giuseppe Dal Ben HS134      | IN LH/15 km  | Ronny Ackermann     | Bill Demong         | Sebastian Haseney |
| 13 gennaio 2008  | Val di Fiemme       | Italia    | Giuseppe Dal Ben HS134      | SP LH/7,5 km | Sebastian Haseney   | Jason Lamy-Chappuis | David Kreiner     |
| 20 gennaio 2008  | Klingenthal         | Germania  | Vogtland Arena HS140        | MS LH/10 km  | Eric Frenzel        | Ronny Ackermann     | Anssi Koivuranta  |
| 20 gennaio 2008  | Klingenthal         | Germania  | Vogtland Arena HS140        | SP LH/7,5 km | Ronny Ackermann     | Eric Frenzel        | David Kreiner     |
| 26 gennaio 2008  | Seefeld in Tirol    | Austria   | Toni Seelos HS100           | SP NH/7,5 km | Christoph Bieler    | Magnus Moan         | Ronny Ackermann   |
| 27 gennaio 2008  | Seefeld in Tirol    | Austria   | Toni Seelos HS100           | SP NH/7,5 km | Jason Lamy-Chappuis | Bernhard Gruber     | Christoph Bieler  |
| 15 febbraio 2008 | Liberec             | Rep. Ceca | Ještěd HS134                | SP LH/7,5 km | annullata           | annullata           | annullata         |
| 16 febbraio 2008 | Liberec             | Rep. Ceca | Ještěd HS134                | MS LH/10 km  | Petter Tande        | Anssi Koivuranta    | Ronny Ackermann   |
| 17 febbraio 2008 | Liberec             | Rep. Ceca | Ještěd HS134                | SP LH/7,5 km | annullata           | annullata           | annullata         |
| 23 febbraio 2008 | Zakopane            | Polonia   | Wielka Krokiew HS134        | MS LH/10 km  | annullata           | annullata           | annullata         |
| 24 febbraio 2008 | Zakopane            | Polonia   | Wielka Krokiew HS134        | SP LH/7,5 km | Bernhard Gruber     | Tommy Schmid        | Bill Demong       |
| 29 febbraio 2008 | Lahti               | Finlandia | Salpausselkä HS130          | IN LH/15 km  | Petter Tande        | Eric Frenzel        | Ronny Ackermann   |
| 1º marzo 2008    | Lahti               | Finlandia | Salpausselkä HS130          | SP NH/7,5 km | annullata           | annullata           | annullata         |
| 8 marzo 2008     | Oslo                | Norvegia  | Holmenkollen HS128          | IN LH/15 km  | Bernhard Gruber     | Christoph Bieler    | Ronny Ackermann   |
| 9 marzo 2008     | Oslo                | Norvegia  | Holmenkollen HS128          | SP LH/7,5 km | Petter Tande        | Mario Stecher       | Bernhard Gruber   |

Legenda:

IN = individuale Gundersen

SP = sprint

MS = partenza in linea

NH = trampolino normale

LH = trampolino lungo

## Classifiche

### Generale
| Pos. | Nome                | Nazione     | Punti |
| ---- | ------------------- | ----------- | ----- |
| 1    | Ronny Ackermann     | Germania    | 1174  |
| 2    | Petter Tande        | Norvegia    | 978   |
| 3    | Bill Demong         | Stati Uniti | 902   |
| 4    | Bernhard Gruber     | Austria     | 894   |
| 5    | Jason Lamy-Chappuis | Francia     | 776   |
| 6    | Christoph Bieler    | Austria     | 766   |
| 7    | Eric Frenzel        | Germania    | 752   |
| 8    | Björn Kircheisen    | Germania    | 676   |
| 9    | Magnus Moan         | Norvegia    | 667   |
| 10   | David Kreiner       | Austria     | 622   |

### Sprint

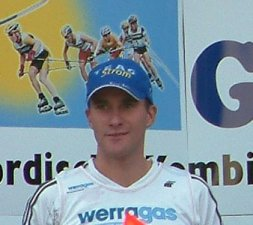
Ronny Ackermann

| Pos. | Nome                | Nazione     | Punti |
| ---- | ------------------- | ----------- | ----- |
| 1    | Ronny Ackermann     | Germania    | 508   |
| 2    | Jason Lamy-Chappuis | Francia     | 504   |
| 3    | Bernhard Gruber     | Austria     | 497   |
| 4    | Christoph Bieler    | Austria     | 468   |
| 5    | Petter Tande        | Norvegia    | 396   |
| 6    | Bill Demong         | Stati Uniti | 394   |
| 7    | Magnus Moan         | Norvegia    | 332   |
| 8    | Björn Kircheisen    | Germania    | 314   |
| 9    | Eric Frenzel        | Germania    | 312   |
| 10   | David Kreiner       | Austria     | 304   |

### Nazioni
| Pos. | Nazione     | Punti |
| ---- | ----------- | ----- |
| 1    | Germania    | 3138  |
| 2    | Austria     | 2423  |
| 3    | Norvegia    | 2003  |
| 4    | Finlandia   | 1146  |
| 5    | Stati Uniti | 1139  |
| 6    | Francia     | 905   |
| 7    | Giappone    | 620   |
| 8    | Svizzera    | 380   |
| 9    | Rep. Ceca   | 187   |
| 10   | Italia      | 11    |
|      | Russia      | 11    |